# The Singles 81-85
The Singles 81→85 è la seconda raccolta del gruppo musicale britannico Depeche Mode, pubblicato il 15 ottobre 1985 dalla Mute Records.

## Descrizione
Contiene tutti i singoli pubblicati dal gruppo fino a quel momento, ovvero nel periodo compreso tra Speak & Spell e Some Great Reward, con l'aggiunta degli inediti Shake the Disease e It's Called a Heart.

## Promozione
Il disco non è mai stato commercializzato negli Stati Uniti d'America, dove al suo posto è uscito Catching Up with Depeche Mode. In parallelo uscì inoltre l'album video Some Great Videos, un VHS che contiene i video musicali dei singoli contenuti nella raccolta tranne Get the Balance Right!, e i video musicali relativi all'album A Broken Frame (ovvero See You, The Meaning of Love, e Leave in Silence).
Nel 1998 è stata distribuita a livello mondiale una nuova edizione con una copertina differente (e simile a The Singles 86-98) e con l'aggiunta di due bonus track. Ad aprile 2006 la ristampa ha venduto 283 000 copie solo negli Stati Uniti d'America.

## Tracce
Testi e musiche di Martin L. Gore, eccetto dove indicato.
1. Dreaming of Me – 3:44 (Vince Clarke)
2. New Life – 3:43 (Vince Clarke)
3. Just Can't Get Enough – 3:37 (Vince Clarke)
4. See You – 3:52
5. The Meaning of Love – 3:05 – assente nell'edizione LP
6. Leave in Silence – 3:58
7. Get the Balance Right – 3:11
8. Everything Counts – 3:57
9. Love in Itself – 3:58
10. People Are People – 3:43
11. Master and Servant – 3:50
12. Blasphemous Rumours – 5:07
13. Somebody – 4:21 – assente nell'edizione LP
14. Shake the Disease – 4:46
15. It's Called a Heart – 3:48

Tracce bonus nella riedizione del 1998
1. Photographic (Some Bizzare Version) – 3:13 (Vince Clarke)
2. Just Can't Get Enough (Schizo Mix) – 6:46 (Vince Clarke)

## Classifiche
| Classifica (1985) | Posizione massima |
| ----------------- | ----------------- |
| Finlandia         | 36                |
| Francia           | 19                |
| Germania          | 9                 |
| Italia            | 99                |
| Nuova Zelanda     | 33                |
| Regno Unito       | 6                 |
| Spagna            | 74                |
| Svezia            | 18                |
| Svizzera          | 14                |
| Classifica (1999) | Posizione massima |
| Stati Uniti       | 114               |